# Liste der Baudenkmäler in Blatzheim
Die Liste der Baudenkmäler in Blatzheim enthält die denkmalgeschützten Bauwerke auf dem Gebiet von Kerpen-Blatzheim in Nordrhein-Westfalen (Stand: Januar 2021). Diese Baudenkmäler sind in der Denkmalliste der Stadt Kerpen eingetragen; Grundlage für die Aufnahme ist das Denkmalschutzgesetz Nordrhein-Westfalen (DSchG NRW).

## Baudenkmäler
Die Liste der Baudenkmäler enthält Sakralbauten, Wohn- und Fachwerkhäuser, historische Gutshöfe und Adelsbauten, Industrieanlagen, Wegekreuze und andere Kleindenkmäler sowie Grabmale und Grabstätten, die eine besondere Bedeutung für die Geschichte Erftstadts haben.
Hinweis: Die Reihenfolge der Denkmäler in dieser Liste entspricht der offiziellen Liste und ist nach Bezeichnung, Ortsteilen und Straßen sortierbar.
| Bild              | Bezeichnung                        | Lage                                  | Beschreibung | Bauzeit | Eingetragen seit | Denkmal- nummer |
| ----------------- | ---------------------------------- | ------------------------------------- | ------------ | ------- | ---------------- | --------------- |
|                   |                                    | Bergerhausen Dürener Str. 63          |              |         | 30.11.1988       | 252             |
| weitere Bilder    | Burg Bergerhausen                  | Bergerhausen Karte                    |              |         | 04.10.1984       | 1               |
|                   | Wegekreuz bei Schloss Bergerhausen | Bergerhausen                          |              |         | 16.10.2003       | 111             |
|                   | Wegekreuz                          | Blatzheim Bergstr./ Giffelsberger Weg |              |         | 29.01.2004       | 115             |
|                   |                                    | Blatzheim Dürener Str. 169            |              |         | 17.10.1988       | 253             |
|                   |                                    | Blatzheim Dürener Str. 257            |              |         | 30.11.1988       | 256             |
|                   |                                    | Blatzheim Dürener Str. 330            |              |         | 17.01.1989       | 259             |
| weitere Bilder    | Kommandeursburg                    | Blatzheim Karte                       |              |         | 11.02.1985       | 24              |
|                   | Blatzheimer Mühle                  | Blatzheim                             |              |         | 27.11.1989       | 26              |
| Kath. Pfarrhaus   | Kath. Pfarrhaus                    | Blatzheim Dürener Straße Karte        |              |         | 01.02.1990       | 27              |
|                   | Hof Onnau                          | Blatzheim                             |              |         | 27.11.1989       | 33              |
|                   | Wegekreuz Giffelsberg              | Blatzheim                             |              |         | 02.07.1985       | 35              |
|                   | Hofkreuz Buchenhof                 | Blatzheim                             |              |         | 26.02.1986       | 36              |
| weitere Bilder    | Kath. Pfarrkirche St. Kunibert     | Blatzheim Karte                       |              |         | 07.01.1986       | 54              |
| weitere Bilder    | Missionskreuz an St. Kunibert      | Blatzheim Karte                       |              |         | 07.01.1986       | 55              |
| Kapelle Blatzheim | Kapelle Blatzheim                  | Blatzheim Karte                       |              |         | 26.01.2004       | 87              |
|                   | Elisabethschule                    | Blatzheim                             |              |         | 27.10.1998       | 267             |
|                   | Wegekreuz Dorsfeld                 | Dorsfeld                              |              |         | 18.06.1998       | 108             |
|                   | Kath. Kapelle St. Georg            | Geilrath                              |              |         | 01.12.1988       | 66              |
|                   | Wegekapelle                        | Niederbolheim                         |              |         | 08.10.2003       | 50              |
| Villa Sophienhöhe | Villa Sophienhöhe                  | Niederbolheim Karte                   |              | 1899    | 15.05.1990       | 228             |
|                   | Backsteinturm                      | Niederbolheim                         |              |         | 01.12.1988       | 249             |

## Belege
1. ↑  Denkmalliste der Stadt Kerpen, übermittelt durch die Untere Denkmalbehörde Kerpen.